# 9e Primetime Emmy Awards
De 9e Primetime Emmy Awards, waarbij prijzen werden uitgereikt in verschillende categorieën voor de beste Amerikaanse televisieprogramma's die in primetime werden uitgezonden tijdens het televisieseizoen 1956-1957, vond plaats op 16 maart 1957.

## Winnaars en nominaties - televisieprogramma's
(De winnaars staan bovenaan in vet lettertype.)

#### Serie van een half uur of minder
(Best Series - Half Hour or Less)
- The Phil Silvers Show
  - Alfred Hitchcock Presents
  - Father Knows Best
  - The Jack Benny Program
  - Person to Person

#### Serie van een uur of meer
(Best Series - One Hour or More)
- Caesar's Hour
  - Climax!
  - Omnibus
  - The Perry Como Show
  - Toast of the Town

## Winnaars en nominaties - acteurs

### Hoofdrollen

#### Mannelijke hoofdrol in een dramaserie
(Best Continuing Performance by an Actor in a Dramatic Series)
- Robert Young als James 'Jim' Anderson in Father Knows Best
  - James Arness als Matt Dillon in Gunsmoke
  - Charles Boyer als Paul in Four Star Playhouse
  - David Niven voor verscheidene rollen in Four Star Playhouse
  - Hugh O'Brian als Wyatt Earp in The Life and Legend of Wyatt Earp

#### Vrouwelijke hoofdrol in een dramaserie
(Best Continuing Performance by an Actress in a Dramatic Series)
- Loretta Young als Loretta Young in Letter to Loretta
  - Jan Clayton als Ellen Miller in Lassie
  - Ida Lupino als Ann in Four Star Playhouse
  - Peggy Wood als Marta Hansen in Mama
  - Jane Wyman als  in Jane Wyman Presents The Fireside Theatre

### Bijrollen

#### Mannelijke bijrol
(Best Supporting Performance by an Actor)
- Carl Reiner voor verscheidene rollen in Caesar's Hour
  - Art Carney als Ed Norton in The Jackie Gleason Show
  - Paul Ford als Col. John T. Hall in The Phil Silvers Show
  - William Frawley als Fred Mertz in I Love Lucy
  - Ed Wynn als Army in Playhouse 90

#### Vrouwelijke bijrol
(Best Supporting Performance by an Actress)
- Pat Carroll als Alice Brewster in Caesar's Hour
  - Ann B. Davis als Charmaine Schultz in The Bob Cummings Show
  - Audrey Meadows als Alice Kramden in The Jackie Gleason Show
  - Mildred Natwick als Madame Arcati in Blithe Spirit
  - Vivian Vance als Ethel Mertz in I Love Lucy